# خورشیدگرفتگی ۱ اکتبر ۱۹۲۱
خورشیدگرفتگی ۱ اکتبر ۱۹۲۱ (به انگلیسی: Solar eclipse of October 1, 1921) یک خورشیدگرفتگی از نوع خورشیدگرفتگی کامل است. این خورشیدگرفتگی در تاریخ ۱ اکتبر ۱۹۲۱ میلادی (‎۹ مهر ۱۳۰۰ خورشیدی) روی داد که زمان اوج آن، ساعت ۱۲:۳۵:۵۸ به‌وقت ساعت هماهنگ جهانی بوده‌است. مدت زمان و طول این خورشیدگرفتگی ۱ دقیقه و ۵۲ ثانیه بود.